# Коркіно
Коркіно — місто (з 1942 року) в Челябінській області Росії, адміністративний центр Коркінського району. Муніципалітет у складі агломерації Великий Челябінськ. Місто розташоване на Південному Уралі, за 35 км від Челябінська. Залізнична станція на гілки від лінії Челябінськ — Троїцьк Південно-Уральської залізниці.

## Історія
Як поселення Коркіно виникло в середині XVIII століття. Це була невелика село, розташоване за 14 верст від Єткульської фортеці, на жвавій степовій дорозі з Челябінської фортеці в Оренбург і Верх-Яїцьку фортеця, на річці Чумляк. За однією з версії, у назві селища закріпилося прізвище чотирьох братів Коркіних, державних селян, уродженців д. Короткової міста Шадринська, які побажали виконувати козачу службу в Челябінській фортеці в 1736 році. Однак більш широке поширення набула інша версія виникнення поселення. Згідно з легендою, Коркіно був заснований в 1746 році збіглим каторжником Опанасом Коркіним, черемисом за національністю, який практично не знав російської мови. Одружившись на молодій вдові Марфі, Опанас побудував будинки на березі річки Чумляк подалі від цікавих очей. Незабаром до Коркіна почали підселюватися родичи Марфи Єткульської фортеці, а заїмка поступово перетворилася на невелике селище.

## Населення
| 1939    | 1959    | 1967    | 1970    | 1979    | 1989    | 1992    |
| ------- | ------- | ------- | ------- | ------- | ------- | ------- |
| 11 600  | ↗84 962 | ↘83 000 | ↘70 890 | ↘63 253 | ↘45 198 | ↘44 500 |
| 1996    | 1998    | 2002    | 2003    | 2005    | 2006    | 2007    |
| ↘41 600 | ↗41 900 | ↘41 501 | ↘41 500 | ↘39 900 | ↘39 400 | ↘38 900 |
| 2008    | 2009    | 2010    | 2011    | 2012    | 2013    | 2014    |
| ↗40 266 | ↘38 076 | ↗38 597 | ↘38 499 | ↘38 033 | ↘37 333 | ↘36 219 |
| 2015    | 2016    | 2017    |         |         |         |         |
| ↘35 516 | ↘35 186 | ↘34 967 |         |         |         |         |

## Економіка
Видобуток вугілля, швейна фабрика, кондитерська фабрика, скляний завод, завод залізобетонних виробів, екскаваторо-вагоноремонтний завод, молочний завод (закритий в 2007 р). У 2009 році було відкрито найбільше в УрФО підприємство з виробництва гофрокартону та гофротари ТОВ «Фабрика ЮжУралКартон». У 2012 році почалося будівництво заводу кранових деталей в районі селища кераміки та ливарного заводу в мікрорайоні «Північно-західний», між Тимофіївкою і відвалом Коркінського розрізу.
 
Поруч з містом розташований вугільний розріз. Сьогодні його глибина 480—500 метрів і найближчим часом планується поглиблення до 520 метрів. Коркінське вугільне родовище відкрили навесні 1931 року. Вже в серпні буровики натрапили на пласт потужністю 100 метрів, а трохи пізніше — 200 метрів. На той момент пласти вугілля такої потужності не були відомі. Розріз будувався кілька років. Розкривні роботи проводили вручну, а пізніше стали застосовувати вибухи. В історію увійшов знаменитий «Коркінський вибух», який готувався понад півроку і супроводжувався евакуацією міста. 16 липня 1936 рівно в 10:00 за московським часом був проведений вибух. Маса піднятого ґрунту досягла понад півкілометрової висоти, вибухом було викинуто близько мільйона кубічних метрів землі, сам вибух зафіксували всі сейсмічні станції світу. Відвали гірської породи з розрізу займають величезну територію і витягнулися вздовж траси М36 більш ніж на 1 км
Малий бізнес міста представлений мережею малих підприємств (376) та індивідуальними підприємцями (більше 2500). Їх оборот за 2007 рік склав понад 935 900 000 руб. Питома вага малого бізнесу в загальному обсязі відвантаженої продукції дорівнює 17 %.